# Hypericum bupleuroides
Hypericum bupleuroides es una especie de planta con flores perenne de la familia de la hierba de San Juan, Hypericaceae. Crece entre 45 y 80 centímetros de altura y, en particular, tiene hojas perfoliadas que están fusionadas en el tallo. Tiene racimos florales en forma de pirámide de 1 a 25 flores con pétalos amarillos en disposición en forma de estrella. La especie se encuentra a lo largo de la costa del Mar Negro, cerca de la frontera entre Turquía y Georgia. Hypericum bupleuroides tiene una distribución pequeña y requisitos de hábitat específicos que lo hacen vulnerable a las presiones ambientales.
La especie tiene una amplia gama de componentes químicos, especialmente en sus pétalos. Estos incluyen aceites esenciales y metabolitos secundarios que son comunes al género Hypericum como hipericina, hiperforina y varios fenoles. También tiene una mayor concentración de algunos compuestos que la especie tipo del género Hypericum perforatum, incluidos el ácido clorogénico y la amentoflavona.
Hypericum bupleuroides fue descrito completamente por primera vez por Boris Stefanoff en 1932. Es el único miembro de la sección Bupleuroides, a la que fue asignado por Norman Robson en su monografía del género Hypericum. Anteriormente se pensaba que estaba más estrechamente relacionado con la especie china Hypericum elatoides, pero estudios filogenéticos más recientes han demostrado que tiene una relación mucho más estrecha con la sección Androsaemum y Hypericum canariense.

## Descripción
Hypericum bupleuroides es una hierba perenne que crece entre 45 y 80 cm de altura a partir de uno o varios tallos . Carece de ramas además de las adheridas a una inflorescencia, y en su base tiene raíces visibles que se arrastran por el suelo.

### Estructuras vegetativas
Los tallos de la especie suelen ser de sección transversal circular y carecen de glándulas. Los entrenudos (distancia del tallo entre las hojas) miden entre 5 y 12 cm de largo.
La característica más notable de las hojas de la especie es que son perfoliadas: el tallo parece perforar el centro de la hoja. Cada hoja consta de dos láminas que están fusionadas en el tallo. Las hojas varían mucho en tamaño, con una longitud de 7 a 28 cm y un ancho de 3,7 a 10 cm, y tienen una forma de óvalo a elipse. Son más pálidos en la parte inferior de la hoja y son de color verde sin un tinte grisáceo, pero tienen un tacto parecido al papel. El final de la hoja es romo o tiene una punta corta. Hay cuatro pares de venas principales que se pueden ver en el tercio interior de la hoja. Muchas venas pequeñas que se ramifican son visibles, pero sólo desde la parte superior de la hoja. Hay muchas glándulas pequeñas y pálidas en la superficie de la hoja; estos también están presentes de forma irregular a lo largo de sus bordes.

### Estructuras florales
Cada inflorescencia tiene de 1 a 25 flores, que crecen a partir de 1 a 3 nodos distintos. La forma de la inflorescencia es la de una amplia pirámide. Cada tallo de flor mide entre 0,8 y 2,5 cm de largo y las brácteas miden entre 0,05 y 0,4 cm de largo. Cuando la planta madura, estas brácteas se marchitan, dando a la base de las flores una apariencia escamosa. Los sépalos no están fusionados sino que se superponen. Varían en tamaño incluso dentro de una sola flor: 0,25 a 0,45 cm de largo y 0,2 a 0,23 cm de ancho. Los sépalos apuntan hacia arriba mientras la planta está en brotación y en fruto. Estos sépalos también tienen glándulas en patrones lineales en su superficie y, a veces, también tienen glándulas de color rojizo a negro en sus bordes.
Las flores miden entre 2,1 y 4 cm de ancho y sus pétalos amarillos están dispuestos en forma de estrella. Cada pétalo individual mide entre 1,5 y 2 cm de largo por 0,25 a 0,5 cm de ancho, y hay alrededor de ocho veces más pétalos que sépalos. Los pétalos tienen forma de lanza estrecha, pero carecen de punta y tienen el mismo tipo de glándulas que los sépalos. Cada flor tiene de 50 a 75 estambres, los más largos crecen entre 1,4 y 1,7 cm de largo y tienen una glándula de anteras de color ámbar. El ovario mide entre 0,6 y 0,7 cm de largo por 0,3 cm de ancho y los estilos miden entre 1,2 y 1,4 cm de largo y son delgados.
La cápsula de la semilla mide de 0,9 a 1,4 cm de largo por 0,5 a 0,8 cm de ancho y su forma es aproximadamente elíptica a aproximadamente ovalada. La semilla del interior es de color marrón rojizo y mide entre 0,12 y 0,15 cm de largo con una forma aproximadamente cilíndrica que tiene una ligera curva.

## Química
La mayoría de las especies del género Hypericum tienen extractos de metabolitos secundarios compuestos principalmente de fitoquímicos como hipericina, hiperforina y fenoles. Estudios anteriores del perfil químico de Hypericum bupleuroides en 2001 y 2004 no pudieron encontrar hipericina o pseudohipericina en Hypericum bupleuroides. Si bien un estudio de 2009 encontró estos compuestos, se encontraron en concentraciones más bajas que en la especie tipo género Hypericum perforatum. La presencia de hipericina fue confirmada aún más por el descubrimiento de su compuesto precursor en un estudio de 2020. El estudio de 2009 también encontró hiperforina, rutina, quercitrina y quercetina en concentraciones más bajas que H. perforatum. Además, encontró cantidades comparables de hiperósido y mayores concentraciones de ácido clorogénico, apigenina 7-O-glucósido y amentoflavona. Una sustancia química que se encontró en H. bupleuroides pero que no está presente en H. perforatum es el kaempferol, que puede ser exclusivo dentro del género de H. bupleuroides y Hypericum scabrum.
La distribución de metabolitos secundarios en Hypericum bupleuroides no es uniforme en toda la planta. La hipericina, la pseudohipericina y la hiperforina sólo se encuentran en las flores, y casi todos los metabolitos secundarios mencionados anteriormente se encuentran más densamente en las flores. La única excepción es el flavonoide apigenina 7-O-glucósido, que se concentra más en las hojas. Esta mayor concentración en las flores podría deberse a la presencia de glándulas sebáceas de color rojo oscuro en los pétalos, aunque no se ha confirmado la conexión entre el color de las glándulas y la presencia de metabolitos secundarios.
Hypericum bupleuroides tiene un perfil de al menos treinta aceites esenciales. Los componentes más comunes son sesquiterpenos como sesquifellandreno, cariofileno, selinadieno y elemeno. También están presentes en cantidades comparativamente menores varios monoterpenos y otros hidrocarburos.

### Usos
En comparación con especies relacionadas de Hypericum, como H. montbretii, Hypericum bupleuroides tiene una alta concentración de flavonoides. Se ha demostrado que estos flavonoides, junto con los compuestos fenólicos, poseen propiedades antioxidantes. Además, los extractos de la especie también tienen capacidades antibacterianas, lo que demuestra un efecto similar al del antibiótico comercial kanamicina A contra las bacterias bacilo del heno y Candida albicans. En general, los extractos son más eficaces contra las bacterias Gram positivas que las Gram negativas.

## Taxonomía
Carl Friedrich von Ledebour fue el primero en mencionar especímenes de Hypericum bupleuroides en 1837. Sin embargo, lo identificó incorrectamente como Hypericum perfoliatum .  La primera referencia al nombre moderno H. bupleuroides proviene de una descripción de Hypericum rochelii realizada por Johann Jakob Griesbach en 1852, en la que se compararon las dos especies entre sí.  La especie no recibió una evaluación completa hasta 1932, cuando Boris Stefanoff describió completamente sus características. 
En su monografía del género Hypericum, Norman Robson propuso que el pariente más cercano a H. bupleuroides era H. elatoides. Afirmó que H. bupleuroides era un relicto terciario de una especie extinta del género que anteriormente tenía una distribución mucho mayor, y eso explicaría su estrecha relación con H. elatoides a pesar de la distribución china de esta última especie. Además, Robson creó una sección monofilética llamada Bupleuroides para la especie. En 2013, se afirmó que la sección Bupleuroides solo contenía Hypericum bupleuroides. El estudio también estableció otras especies que estaban más estrechamente relacionadas con H. bupleuroides, y se sugirió que Bupleuroides debería colocarse en un «grupo Androsaemum» con varias otras secciones del Viejo Mundo. Esto se debe a que la especie está más estrechamente relacionada con los miembros de la sección Androsaemum, así como con Hypericum canariense y las secciones Arthrophyllum y Triadenioides.

## Ecología
Hypericum bupleuroides se distribuye a lo largo de la frontera turco-georgiana cerca del Mar Negro. Su extensión se superpone con la de Hypericum xylosteifolium. Específicamente, H. bupleuroides está presente alrededor de la ciudad de Rize en Turquía y en Adjara en Georgia. Se encuentra en elevaciones de 640 a 2100 metros en zonas húmedas de bosques.
Un parásito hospedado por H. bupleuroides es la polilla Ectoedemia septembrella, cuyas larvas perforan las hojas de la especie.

### Reproducción
Un método de propagación de la especie que se ha estudiado es la inducción de callos. No se sabe que este proceso sea posible para la mayoría de las 490 especies de Hypericum, pero se ha demostrado que funciona en varias, como H. erectum, H. perforatum y H. brasiliense. En ocasiones, H. bupleuroides produce callos al mismo tiempo que nuevos brotes, mientras que en otras condiciones solo hay nuevos brotes y no se forman callos. Cuando hay callos, toman la forma de masas verdosas y compactas que pesan entre 27,4 y 32,7 miligramos. Se podían formar brotes a partir de estos callos cuando se cultivaban, y depende del origen del callo: los tomados de los entrenudos tenían muchas más probabilidades de formar brotes que los de las hojas. Luego se induce a estos callos disparados a echar raíces y experimentaron una tasa de supervivencia de aproximadamente el 90%, incluso en condiciones fuera del laboratorio.

### Conservación
Hypericum bupleuroides tiene una distribución limitada y requiere un hábitat muy específico para sobrevivir, lo que aumenta su riesgo de extinción. Se podrían utilizar métodos como la propagación por inducción de callos para restablecer la especie en su hábitat nativo y combatir las presiones ambientales.